# Remco Pardoel
Remco Pardoel (23 de mayo de 1969) es un judoca y artista marcial mixto neerlandés. Además de por un amplio palmarés en campeonatos nacionales de judo y jiu-jitsu, Pardoel es famoso por su papel en los primeros eventos de Ultimate Fighting Championship y su participación en compañías como Shooto y Pancrase.

## Carrera
Nacido en la ciudad de Oss, Países Bajos, Pardoel empezó su andadura en las artes marciales a los cuatro años, entrenando en judo. Más tarde añadiría taekwondo, jiu-jitsu y muay thai a sus estilos, pero el judo permaneció como su especialidad, ganando el campeonato junior nacional de los Países Bajos en 1988 y algunos títulos menores. También ganó tres veces el campeonato nacional de jiu-jitsu y una el mundial. Fue a través de esto que entró en contacto con Fabio Gurgel, Sylvio Behring y Romero Cavalcanti, que se encontraban tomando parte en el primer campeonato mundial de jiu-jitsu brasileño en 1993 en Dinamarca. De este modo, Pardoel se convirtió en el primer europeo en entrenar esta disciplina.
Junto a su carrera como artista marcial, Pardoel sirvió en la fuerza aérea neerlandesa, y también trabaja como DJ bajo el nombre artístico de "DJ Remco", dedicándose profesionalmente a ello desde 2011.

### Ultimate Fighting Championship (1994-1995)
En 1994, Pardoel fue invitado al segundo evento de Ultimate Fighting Championship, UFC 2, que tuvo lugar en Colorado, Estados Unidos, el 11 de marzo. Remco fue anunciado como un practicante de jiu-jitsu de diferente estilo al de Royce Gracie, ganador de UFC 1, aunque en realidad ambos practicaban el mismo. Es de notar que un compatriota y compañero de entrenamiento de Pardoel, el practicante de sambo Freek Hamaker, también participó en el torneo, pero hubo de abandonarlo tras la primera ronda por una mano lesionada.
Al inicio de UFC 2, Pardoel fue sorteado a enfrentarse en la primera ronda con Alberto Cerra León, un luchador español de silat. Esto resultó anecdótico, ya que varios maestros de silat y wing chun habían estado criticando a la comunidad de judocas de Países Bajos a la que Pardoel pertenecía, y por ello Remco se tomó el combate de una manera personal. La pelea dio comienzo, y Pardoel utilizó sus técnicas de judo para derribar a León. El español resultó ser más duro de lo que el público había pensado, realizando incluso varios intentos de anzuelo para herir a Remco, pero éste acabó sometiéndole con juji-gatame y lesionando su brazo. Llegada la segunda pelea, Remco se enfrentó contra Orlando Wiet, campeón mundial de muay thai llegado desde Francia y considerado favorito a ganar. Sin embargo, Remco de nuevo venció a su oponente con facilidad, proyectándolo al piso y descargando seis codazos a la cabeza que noquearon al francés. En realidad, sin que el árbitro lo percibiera debido al ángulo de los cuerpos, Wiet había quedado KO desde el segundo golpe, y Pardoel había suavizado los demás para no dañarle más de lo necesario mientras solicitaba al colegiado que parase la contienda. Con Weit inconsciente, el judoca fue declarado ganador. El neerlandés admitió en una entrevista después del combate que Wiet era un oponente al que no esperaba derrotar. En la tercera pelea, Pardoel se enfrentó contra Royce Gracie, el campeón del pasado evento de UFC. La batalla entre ambos se convirtió en una lucha de jiu-jitsu cuando Royce derribó a Pardoel. Desde su espalda, Gracie trató de realizar una estrangulación con el judogi de Remco, la cual inicialmente no funcionó debido a la habilidad defensiva de Pardoel y a una mala colocación de parte de su oponente, que había pasado la tela bajo la mandíbula del neerlandés y no bajo su cuello. Sin embargo, Royce aumentó la presión hasta que Pardoel tuvo que rendirse, siendo eliminado.
Pardoel volvió a UFC en el evento UFC 7, siendo emparejado con el artista marcial Ryan Parker en la primera ronda. Ambos oponentes se trabaron nada más empezar, pero Pardoel empujó a Parker contra la pared de la jaula y lo proyectó al suelo. Lanzando algunos puñetazos, el neerlandés tomó la posición montada y buscó pausadamente la estrangulación, que halló tras unos minutos con el mismo movimiento que le había ocasionado su derrota en UFC 2. En la segunda ronda, Pardoel fue estipulado a luchar contra un rival muy diferente, el veterano del vale tudo brasileño Marco Ruas, conocedor tanto de golpeo como de llaveo. Pardoel intentó con rapidez una guillotine choke al iniciarse la contienda, pero Ruas neutralizó la llave. Varios intentos de estrangulación por parte de Pardoel fueron fallidos, y Ruas empezó a atacarle con pisotones a los pies antes de que la lucha fuese a la lona; Pardoel logró momentáneamente posición superior, pero el brasileño le revirtió e intentó un heel hook, que Remco pudo bloquear. Desde la guardia de Pardoel, Ruas empezó a utilizar puñetazos, así como patadas a las piernas y rodillas al costado, y eventualmente ganó control lateral y posición montada sobre el judoca. Exhausto y viéndose sin oportunidades, Pardoel se rindió, a fin de evitar mayor castigo.

## Registro en artes marciales mixtas
| Resultado     | Récord    | Oponente                | Método                      | Evento                                    | Fecha                   | Ronda | Tiempo      | Localización                            | Notas |
| ------------- | --------- | ----------------------- | --------------------------- | ----------------------------------------- | ----------------------- | ----- | ----------- | --------------------------------------- | ----- |
| Derrota       | 9-6-1 (2) | Tengiz Tedoradze        | Sumisión (puñetazos)        | EF 1 - Genesis                            | 13 de julio de 2003     | 1     | 2:44        | Londres, Inglaterra, Reino Unido        |       |
| Sin resultado | 9-5-1 (2) | Roger Godinez           | Cancelada                   | Gladiator Challenge 11                    | 20 de abril de 2002     | 2     | 5:00        | San Jacinto, California, Estados Unidos |       |
| Derrota       | 9-5-1 (1) | Mark Smith              | Sumisión (puñetazos)        | Cage Wars 1                               | 23 de febrero de 2002   | 2     | Desconocido | Portsmouth, Inglaterra, Reino Unido     |       |
| Victoria      | 9-4-1 (1) | Glen Brown              | Sumisión (scarf hold)       | UKMMAC 1 - Sudden Impact                  | 11 de noviembre de 2001 | 2     | Desconocido | Kent, Inglaterra, Reino Unido           |       |
| Empate        | 8-4-1 (1) | Herman van Tol          | Empate                      | RINGS Holland - No Guts, No Glory         | 10 de junio de 2001     | 2     | 5:00        | Ámsterdam, Holanda, Países Bajos        |       |
| Victoria      | 8-4 (1)   | Marc Emmanuel           | Decisión (unánime)          | RINGS Holland - Heroes Live Forever       | 28 de enero de 2001     | 2     | 5:00        | Utrecht, Países Bajos                   |       |
| Derrota       | 7-4 (1)   | Roman Savochka          | Sumisión (puñetazos)        | IAFC - Pankration World Championship 2000 | 29 de abril de 2000     | 1     | Desconocido | Moscú, Rusia                            |       |
| Victoria      | 7-3 (1)   | John Dixson             | Sumisión (headlock)         | Amsterdam Absolute Championship 3         | 27 de noviembre de 1999 | 1     | 8:15        | Ámsterdam, Holanda, Países Bajos        |       |
| Victoria      | 6-3 (1)   | Michailis Deligiannakis | Sumisión (Kimura)           | World Vale Tudo Championship 8            | 1 de julio de 1999      | 1     | 4:16        | Aruba, Brasil                           |       |
| Victoria      | 5-3 (1)   | John Dixson             | Sumisión (choke)            | Amsterdam Absolute Championship 1         | 25 de octubre de 1998   | 1     | 4:16        | Ámsterdam, Holanda, Países Bajos        |       |
| Derrota       | 4-3 (1)   | Marco Ruas              | Sumisión (posición)         | UFC 7                                     | 8 de septiembre de 1995 | 1     | 3:05        | Buffalo, Nueva York, Estados Unidos     |       |
| Victoria      | 4-2 (1)   | Ryan Parker             | Sumisión (sode guruma jime) | UFC 7                                     | 8 de septiembre de 1995 | 1     | 3:05        | Buffalo, Nueva York, Estados Unidos     |       |
| Sin resultado | 3-2 (1)   | Carl Franks             | Cancelada                   | Shooto - Complete Vale Tudo Access        | 29 de julio de 1995     | 1     | 8:00        | Omiya, Saitama, Japón                   |       |
| Derrota       | 3-2       | Minoru Suzuki           | KO (rodillazo)              | Pancrase - Road to the Championship 3     | 26 de julio de 1994     | 1     | 7:16        | Tokio, Japón                            |       |
| Victoria      | 3-1       | Vernon White            | Decisión (puntos perdidos)  | Pancrase - Road to the Championship 2     | 6 de julio de 1994      | 1     | 14:21       | Amagasaki, Hyogo, Japón                 |       |
| Derrota       | 2-1       | Royce Gracie            | Sumisión (gi choke)         | UFC 2                                     | 11 de marzo de 1994     | 1     | 1:31        | Denver, Colorado, Estados Unidos        |       |
| Victoria      | 2-0       | Orlando Wiet            | KO (codazos)                | UFC 2                                     | 11 de marzo de 1994     | 1     | 1:29        | Denver, Colorado, Estados Unidos        |       |
| Victoria      | 1-0       | Alberto Cerra León      | TKO (sode guruma jime)      | UFC 2                                     | 11 de marzo de 1994     | 1     | 9:51        | Denver, Colorado, Estados Unidos        |       |